# The Quakeress
The Quakeress è un cortometraggio muto del 1913 diretto da Raymond B. West.

## Produzione
Il film fu prodotto da Thomas H. Ince per la Broncho Film Company.

## Distribuzione
Distribuito dalla Mutual, il film - un cortometraggio in due bobine - uscì nelle sale cinematografiche statunitensi il 13 aprile 1913.